# Rožnov (odbočka)
Rožnov (nebo též Odb Rožnov) byla odbočka, která je po začlenění do stanice České Budějovice označována jako její Předsunuté jižní zhlaví Rožnov. V tomto bodě odbočuje z trati České Budějovice – Summerau trať do Černého Kříže. Místo se nachází v jižní části Českých Budějovic zvané Rožnov v katastrálním území České Budějovice 7.
Sousedními dopravnami jsou stanice Včelná (ve směru na Summerau) a Boršov nad Vltavou (směrem na Černý Kříž). V době, kdy se jednalo o samostatnou odbočku, byly sousední stanicí opačným směrem České Budějovice. Mezi touto stanicí a odbočkou se nacházela, resp. nyní přímo ve stanici nachází, ještě zastávka České Budějovice jižní zastávka. 

## Historie
Odbočka byla dána do provozu 19. listopadu 1891, kdy byl zahájen provoz v úseku trati z odbočky do Kájova, který se napojil na již dříve postavenou trať Dráhy císařovny Alžběty mezi Českými Budějovicemi a Lincem.
V 90. letech 20. století probíhala modernizace trati České Budějovice – Horní Dvořiště, v rámci které byla aktivována i nová staniční zabezpečovací zařízení ve všech stanicích. Celá modernizace byla dokončena v roce 2002, závěrečná etapa zahrnovala i modernizaci stanice České Budějovice. V jejím rámci byla odbočka zahrnuta přímo do stanice a jako samostatná dopravna zanikla.

## Popis odbočky
Ještě v 90. letech 20. století, tj. v závěru samostatné existence Rožnova, byla odbočka kryta mechanickými návěstidly.
Jako předsunuté jižní zhlaví Rožnov je od roku 2002 někdejší odbočka zapojena do elektronického stavědla ESA 11, které je ovládáno výpravčím panelistou pomocí JOP z dopravní kanceláře stanice České Budějovice. Na tomto zhlaví jsou dvě výhybky: č. 502 v km 116,018, kterou z trati České Budějovice – Horní Dvořiště (Summerau) odbočuje trať směr Kájov a Černý Kříž, a č. 501, kde z kájovské trati odbočuje vlečka MONDI BUPAK - provoz Rožnov. Obě výhybky jsou vybaveny elektromotorickým přestavníkem. Ve směru od Včelné je zhlaví kryto vjezdovým návěstidlem L v km 115,733, vjezdové návěstidlo BL od Boršova je vysunuto až do km 0,850 (= 115,022 dvořišťské tratě) a v tomto směru je pak ještě před zhlavím cestové návěstidlo Lc503 v km 0,145 (= 115,727). V opačném směru je obvod kryt odjezdovým návěstidlem S501 v km 116,302. Všechna návěstidla jsou světelná.